# Église Saint-Nicolas-et-Saint-Pierre
L'église Saint-Nicolas-et-Saint-Pierre de Valence (Espagne), dédiée à saint Nicolas et à saint Pierre de Vérone, est une église catholique de Valence. C'est probablement le meilleur exemple de la coexistence d'une église de structure gothique valencien avec un décor baroque. Cet intérieur baroque exubérant, réalisé en 1690-1693, est l'œuvre de Juan Pérez Castiel (1650-1707).
C'est probablement l'une des premières églises de la paroisse fondée au XIIIe siècle, elle présente l'habituelle nef unique avec six chapelles entre les contreforts et un chevet polygonal.
L'église Saint-Nicolas, dont Calixte III fut recteur avant de devenir pape, à la porte qui donne sur la place du même nom, rappelle sur des carreaux la prédiction de saint Vincent Ferrier selon laquelle Alfonso Borgia allait devenir pape, et ensuite le canoniserait.
Les reliques du bienheureux Gaspard de Bono de l'ordre des Minimes ont été transférées ici en 1835 après la fermeture du couvent des Minimes de Valence, le couvent Saint-Sébastien.

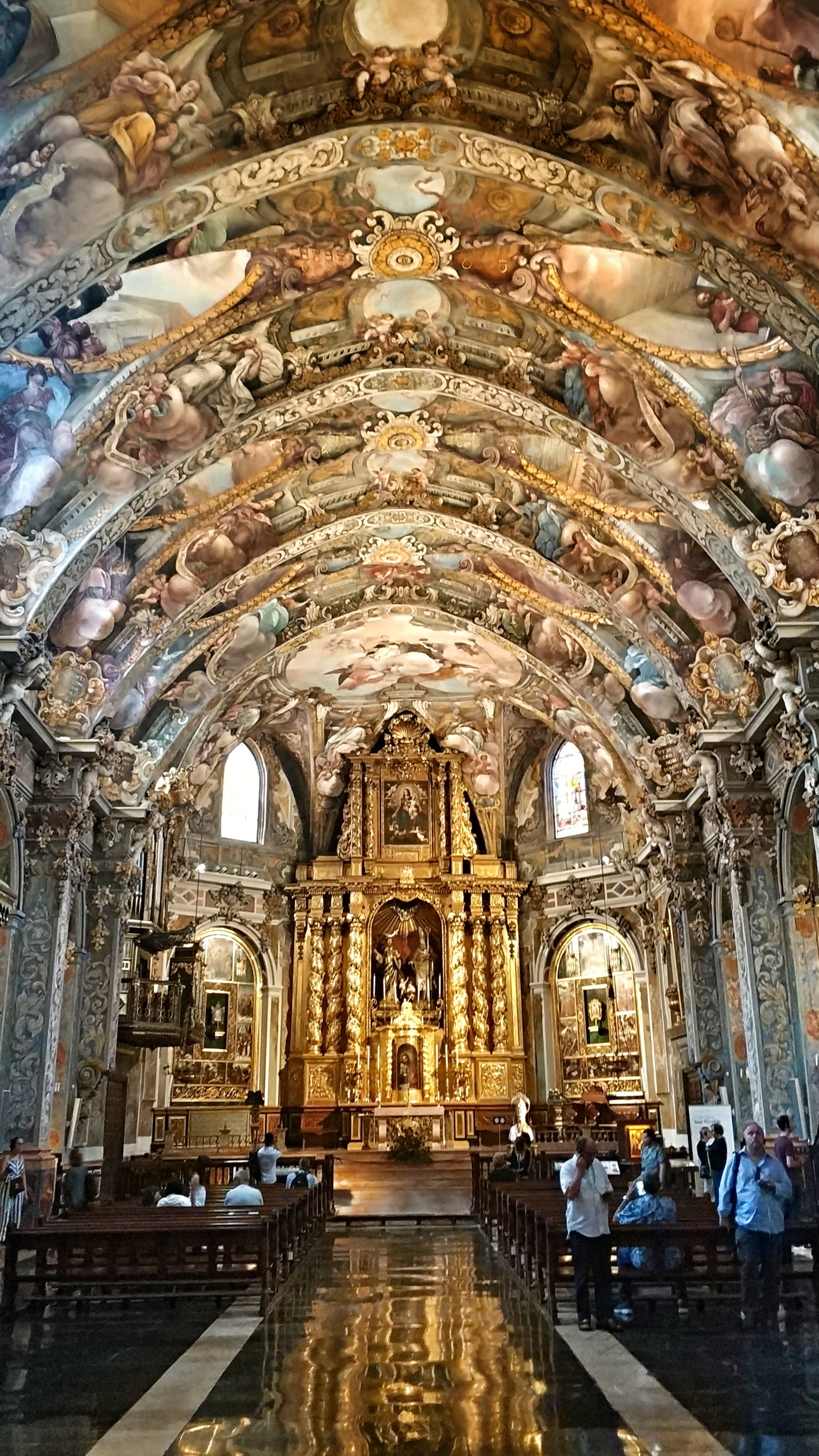
La nef et le chœur.